# Junta da Andaluzia
A Junta de Andaluzia é a instituição que organiza o autogoverno da Comunidade Autônoma da Andaluzia, em Espanha. É composto pelo Parlamento da Andaluzia, a presidência da Junta de Andaluzia e o Conselho de Governo.
A 18 de janeiro de 2019, Juan Manuel Moreno Bonilla (PP) tomou posse como presidente da Junta de Andaluzia.

## Instituições

### Parlamento
O Parlamento da Andaluzia é a Assembleia Legislativa da Comunidade Autónoma, que é responsável pela elaboração e aprovação das Leis e pela eleição e destituição do Presidente do Governo Andaluz. É composto por deputados eleitos por sufrágio universal directo, que representam o povo andaluz. O Parlamento da Andaluzia foi criado em 1982, após a aprovação do Estatuto de Autonomia em 1981. A sua sede atual encontra-se no antigo Hospital de las Cinco Llagas em Sevilha.

### Presidente da Junta
O presidente da Junta de Andaluzia é o representante supremo da Comunidade Autônoma e o representante ordinário do Estado nela; a sua eleição realiza-se pelo voto favorável da maioria absoluta do plenário do Parlamento da Andaluzia e a sua nomeação corresponde ao Rei.

### Conselho do governo da junta
O Conselho de Governo é o órgão político e administrativo máximo da Comunidade, ao qual corresponde o exercício do poder normativo e o desempenho da função executiva e administrativa da Junta de Andaluzia. É composto pelo presidente da Junta de Andaluzia, que o preside, e pelos Conselheiros por ele nomeados para assumir os diversos Departamentos (Ministérios).
O Conselho do BCE reúne-se regularmente às terças-feiras de cada semana.

### Conselheiros do governo
Na atual legislatura (2019-2023) a Junta de Andaluzia é composta por 11 ministérios.
Após as eleições regionais de dezembro de 2018, Juan Manuel Moreno Bonilla, candidato do PP , conquistou a presidência graças a um pacto governamental bipartido com o Ciudadanos e um acordo parlamentar com o Vox, tornando-se assim o primeiro presidente não socialista da história da Junta de Andaluzia. A 21 de janeiro de 2019, o presidente tornou pública a composição do novo governo andaluz, com seis ministérios liderados pelo PP e os cinco restantes, pelo Ciudadanos, que também teria a vice-presidência.
Vinte e um dias após sua nomeação como Ministro da Fazenda, Indústria e Energia, Alberto García Valera apresentou a sua renúncia por problemas de saúde, e foi substituído por Juan Bravo Baena. 
| Cargo                                                                                        | Conselheiro                 | Poderes (de acordo com o Decreto Presidencial 2/2019, de 21 de janeiro, da Vice-Presidência e sobre a reestruturação dos Ministérios) |  |
| -------------------------------------------------------------------------------------------- | --------------------------- | --- |  |
| Presidência da Junta de Andaluzia                                                            | Juan Moreno Bonilla         | Representação máxima da Comunidade Autónoma. Eleição de Diretores. Gestão e coordenação do Conselho de Administração. Coordenação das Administrações Públicas. |  |
| Vice-Presidência da Junta de Andaluzia e Turismo, Regeneração, Justiça e Administração Local | Juan Antonio Marin Lozano   | Relações com o Parlamento, Administração Local e Memória Democrática. Regeneração e transparência. Justiça, Violência de Gênero e Coordenação de Políticas Migratórias. Relações com o governo central, conselhos provinciais, associações e câmaras municipais. Planeamento, promoção e desenvolvimento do turismo.          |  |
| Presidencia, Administración Pública e Interior                                               | Elias Abençoado Bensayag    | Assistência política, técnica e jurídica do Presidente e do Governo, protocolo, gestão económica da Presidência, comunicação. Coordenação da ação do Conselho em matéria de segurança e serviços de emergência, eleições e consultas, espetáculos e atividades recreativas, voluntariado, toxicodependência, proteção animal. |  |
| Desenvolvimento, Infraestruturas e Ordenamento do Território                                 | Marifran Carazo Villalonga  | Obras públicas, infraestruturas e organização de transportes rodoviários, ferroviários, marítimos e aéreos, habitação. |  |
| Educação e Desporto                                                                          | Manuel Alejandro Cardenete  | Educação infantil, primária e secundária, formação profissional. Promoção do desporto. |  |
| Saúde e Famílias                                                                             | Jesus Aguirre Muñoz         | Saúde e higiene pública, hospitais, políticas de consumo e família. |  |
| Tesouro e Financiamento Europeu                                                              | Juan Bravo Baena            | Orçamentos do governo, comércio, artesanato. Indústria, energia, minas, cooperativas, incentivos regionais e tecnológicos. |  |
| Transformação Econômica, Indústria, Conhecimento e Universidades                             | Roger Velasco Perez         | Política económica e financeira, programação, acompanhamento, avaliação, coordenação e verificação de ações de conteúdo económico e financeiro, cooperação económica e desenvolvimento de mercado. Educação superior. A pesquisa científica e a inovação tecnológica, auxiliam as empresas em P&D , sociedade da informação.  |  |
| Emprego, Formação e Auto-Emprego                                                             | Orvalho Branco Eguren       | Relações laborais, segurança e saúde no trabalho, tutela do Serviço Andaluz de Emprego, políticas de auto-emprego, rede UTEDLT (desenvolvimento local e tecnológico no meio rural). |  |
| Igualdade, Políticas Sociais e Conciliação                                                   | Rocío Ruiz Domínguez        | Igualdade, violência de gênero, idosos, pessoas com deficiência, integração social, benefícios não contributivos e assistência social. |  |
| Cultura e Patrimônio Histórico                                                               | Patricia del Pozo Fernández | Arte e cultura, patrimônio histórico - bibliográfico - sonoro - imagem, museus. |  |
| Agricultura, Pecuária, Pesca e Desenvolvimento Sustentável                                   | Carmen Crespo Díaz          | Agricultura, pecuária, agroalimentar, desenvolvimento rural e pesca, aquacultura e investigação agrícola. Protecção do ambiente, água, espaços naturais, caminhos pecuários, florestas públicas, reservas de caça, controlo da caça.                                                                                          |  |

### Provedor de justiça da Andaluzia
O Provedor de Justiça Andaluz é uma instituição cuja principal missão é a protecção e defesa na Andaluzia dos direitos e liberdades estabelecidos no primeiro título da Constituição espanhola. Para isso, tem o poder de fiscalizar os conselhos municipais, os conselhos provinciais, bem como a Junta de Andaluzia. O Provedor de Justiça Andaluz é eleito pelo Parlamento Andaluz para exercer as suas funções por cinco anos, período que pode ser renovado. Atualmente, o cargo é ocupado por Jesús Maeztu Gregorio de Tejada.

### Câmara de contas
A Câmara de Contas é o órgão de controle externo da atividade econômica e orçamentária da Junta de Andaluzia, das entidades locais e do restante do setor público andaluz. Depende organicamente do Parlamento Andaluz. A sua composição, organização e funções são reguladas pela Lei 1/1988, de 17 de março, da Câmara de Contas da Andaluzia.

### Tribunal Superior de Justiça da Andaluzia, Ceuta e Melilla
A sua sigla é TSJA e está sediada em Granada. Este tribunal superior é competente na Andaluzia e nas cidades autónomas de Ceuta e Melilla. É competente por força de lei orgânica para conhecer de certas matérias de ordem civil, penal, contencioso-administrativa e social e deve proteger os direitos reconhecidos pelo Estatuto de Autonomia da Andaluzia.

### Conselho consultivo da Andaluzia
O Conselho Consultivo da Andaluzia é o órgão consultivo máximo do Conselho de Governo e da Administração da Junta de Andaluzia, incluindo as suas agências. Da mesma forma, é o órgão supremo de assessoria às entidades locais e aos órgãos e entidades de direito público deles dependentes, bem como as universidades públicas andaluzas. O Conselho Consultivo exercerá as suas funções com autonomia orgânica e funcional.